# Nepaloptila ruangjod
Nepaloptila ruangjod är en nattsländeart som beskrevs av Malicky och Chantaramongkol 1992. Nepaloptila ruangjod ingår i släktet Nepaloptila och familjen stenhusnattsländor. Inga underarter finns listade i Catalogue of Life.